# Mühlsteinbruch Hinterhör

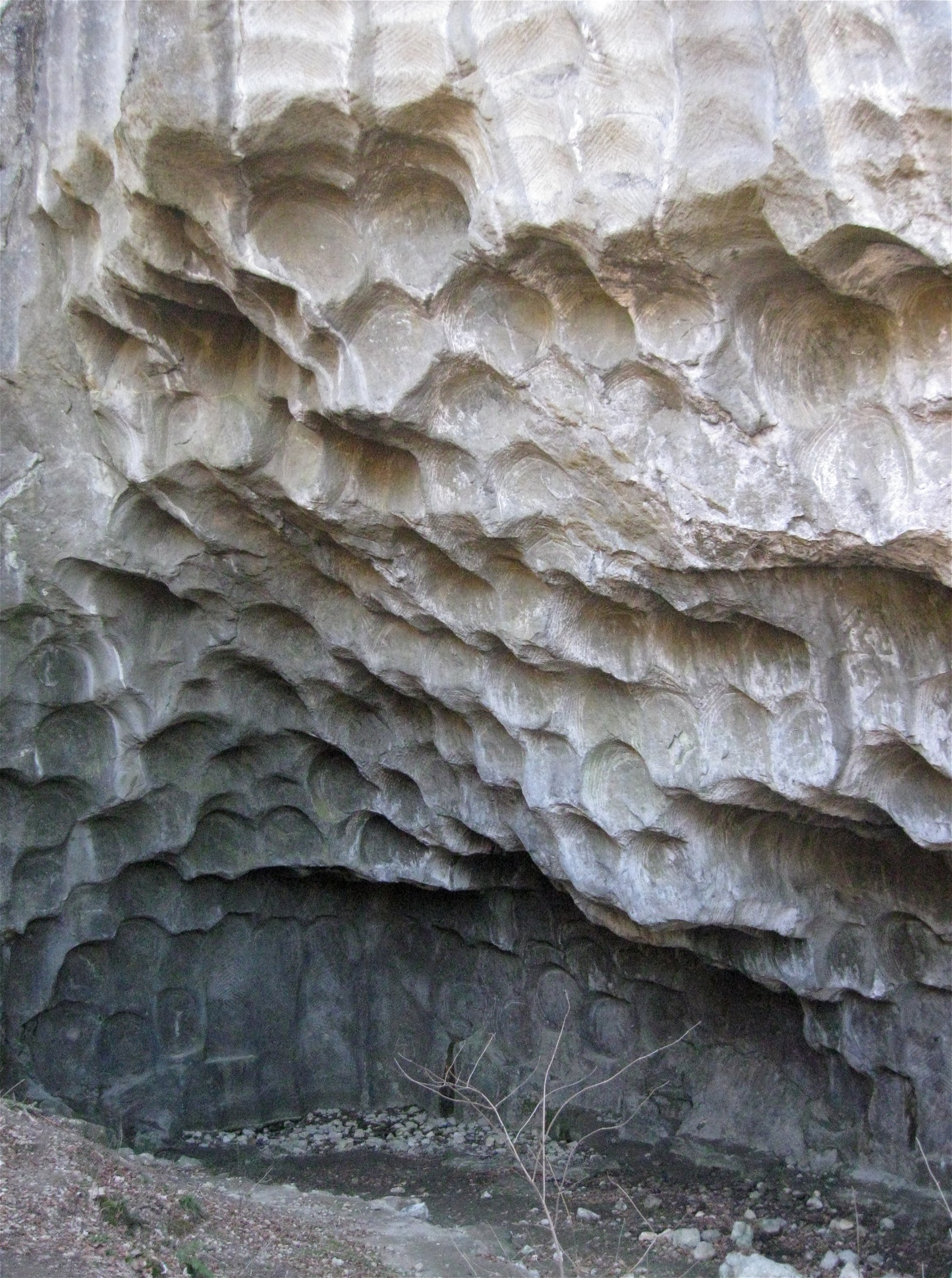
Mühlsteinbruch Hinterhör

Der Mühlsteinbruch Hinterhör ist ein ehemaliger Steinbruch bei Hinterhör, einem Ortsteil des Marktes Neubeuern im oberbayerischen Landkreis Rosenheim in Bayern.

## Lage
Der Steinbruch befindet sich etwa 600 Meter östlich von Altenbeuern. Er ist als Naturdenkmal und als Bodendenkmal (D-1-8238-0188) ausgewiesen.

## Beschreibung
Im aufgelassenen Steinbruch sind Spuren des Mühlstein-Abbaues zu erkennen. Es wurden beim Abbau von Hand des Helvetikums dabei unterschiedliche Techniken angewendet. Im weiten Umkreis findet er als Unter- bzw. Bodensteine in den Mühlen Verwendung.
Die Bearbeitungsspuren der Rundlinge sind heute noch deutlich an der Wand des Mühlsteinbruch zu erkennen und präsentieren sich als eindrucksvolles Denkmal der ehemaligen Mühlsteingewinnung.
Der grobklastische Neubeurer Mühlsandstein ist ein mächtiges Schichtglied der Schwarzerzschichten. Als heller Mühlsandstein wurde er bis 1860 abgebaut. Möglicherweise ist der Steinbruch wesentlich älter. Archäologische Untersuchungen von drei Wassermühlen aus den Jahren etwa um 100, 743 und 840 in Dasing zeigten Mühlsteinfragmente aus Neubeurer Mühlsandstein. Die für Mühlsteine geeignete Gesteins-Schicht fällt steil nach Süden, weshalb die Abbauwand stark überhängt und durch den Abbaubetrieb noch weiter ausgehöhlt wurde.
Noch heute ist der Steinbruch mit seinen charakteristischen Abbauspuren ein eindrucksvolles Denkmal der Wirtschafts- und Technikgeschichte im Raum Neubeuren.

### Helvetikum-Zone
Bei der Alpenentstehung kam es in der Kreide- und Tertiärzeit beim Zusammenstoß der eurasischen und der adriatischen Platte zu einer starken Einengung von Gesteinsschichten. Dabei zerbrachen Gesteinspakete und wurden als tektonische Decken großräumig übereinandergeschoben. In Oberbayern bilden diese in der kalkalpinen Zone die Bayerischen Hochalpen. An ihrem Nordrand werden sie von landschaftlich oft nicht sehr deutlich in Erscheinung tretenden weiteren tektonischen Baueinheiten, der Flysch- und der Helvetikum-Zone begleitet. Die Ablagerungen im Raum Neubeuren gehören zur Helvetikum-Zone, die in Oberbayern nur in einem sehr schmalen Streifen vorkommt. Ihren Namen erhielt sie aus den Schweizer Alpen. Als tektonische Einheit wird sie nach Westen im Allgäu und Vorarlberg immer breiter und höher und nimmt schließlich in der Schweiz (Helvetia) ein großes Gebiet ein.
Als Hauptgesteine des Helvetikums findet man Kalk- und Mergelsteine, die von Sand- und Siltsteinen unterbrochen sind. Sie sind am Südrand des europäischen Kontinents in einem flachen Schelfmeer entstanden.

### Mühlsandstein von Hinterhör
Der unübersichtliche Schuppenbau und eine sich auf engem Raum rasch ändernde Gesteinsausbildung lassen eine Rekonstruktion der genauen Ablagerungsverhältnisse nur schwer zu. Als Ablagerungsbereich vermutet man ein von Inseln durchsetztes Flachmeer. In dieses mündeten vom Festland her Flüsse, die bereichsweise Sandfächer bildeten, während daneben gleichzeitig Kalksteine entstanden. Ein Beispiel für eine derartige lokale Sandschüttung stellt der hier vorkommende Mühlsandstein dar. Hier im Steinbruch wurde er etwa drei Jahrhunderte lang abgebaut. Bei Hinterhör erreicht er eine einmalige Mächtigkeit von 28 Metern. Im benachbarten Steinbruch von Altenbeuren weist er nur noch eine Mächtigkeit von acht Metern auf und in anderen Aufschlüssen ist er vollständig durch kalkreichere Gesteine ersetzt.
Der Mühlsandstein ist ein grauer mittel- bis grobkörniger Sandstein aus gut gerundeten Quarz- und Feldspatkörnern, die mit kalkigem Bindemittel verkittet sind. Im frischen Zustand erwies sich der Stein als überaus zäh und hart und war daher als Mühlstein sehr begehrt.
Der Steinbruch wurde 1572 aufgeschlagen und bis 1860 wurden dort Mühlsteine gewonnen. Mathias von Flurl schilderte 1792 in seiner „Beschreibung der Gebirge von Baiern und der Oberen Pfalz“ die spezielle Technik, derer sich die Arbeiter beim Abbau der Mühlsteine von Hand bedienten:
- Die Gewinnung derselben ist für die dasigen Arbeiter sehr mühsam und gefährlich, und wenn ihnen nicht ein sehr einfaches Mittel bey Sprengung dieser Steine herrliche Dienste leistete, so wären sie kaum im Stande, die Stücke groß genug vom Platze zu bringen. Wenn sie nämlich mit dem Eisen einen hinlänglich tiefen Schram in das Gebirg gebrochen haben, so treiben sie hölzerne Keile indenselben, und beschütten sie solange mit Wasser, bis das aufgeschwollene Holz den Felsen unter einen fürchterlichen Krachen von einander sprengt.

Vor dem Abtransport wurde der Stein noch behauen und mit dem Achsloch versehen. Danach folgte der äußerst mühsame Transport der schweren Steine zum Inn, wo sie auf Plätten verladen wurden. Die nahe Lage zum Fluss, auf dem die Steine verschifft und damit gehandelt werden konnten, ermöglichte dem Mühlsteinbruch Hinterhör ein fast 300-jähriges Bestehen.

## Geotop
Der Steinbruch ist vom Bayerischen Landesamt für Umwelt (LfU) als geowissenschaftlich besonders wertvolles Geotop (Geotop-Nummer: 187G001) und Naturdenkmal ausgewiesen. Es wurde auch vom LfU mit dem offiziellen Gütesiegel Bayerns schönste Geotope ausgezeichnet.